# Ceroplesis ferrugator
Ceroplesis ferrugator là một loài bọ cánh cứng trong họ Cerambycidae.